# Spartanske hær
Den spartanske hær har oprindelse  i bystaten Sparta i oldtidens Grækenland,hvor mænd var værnepligtige fra de var syv til de var 50 år gamle. De spiste minimalt og ejede kun det tøj de gik i, deres våben samt en sivmåtte til at sove på. De levede i en altomfattende militærstat.